# Емануил Йорданов
Емануил Николов Йорданов е български политик.

## Биография
Роден е на 10 август 1960 година в София. Произхожда от семейство, репресирано след 9 септември 1944 година. Основното си образование завършва в учили 46-о училище „Константин Фотинов“ – София, а средното – в ТСЕ „А.С.Попов“ – София. Завършва право в Софийския университет „Климент Охридски“ и работи като адвокат. През 1997 година е избран за народен представител от Съюза на демократичните сили (СДС) в XXXVIII народно събрание. Член е на Комисията по местното самоуправление и регионалната политика и Комисията по правните въпроси и законодателство срещу корупцията. От 1999 до 2001 е министър на вътрешните работи в правителството на Иван Костов.
След 2001 г, и понастоящем, отново е адвокат, и влиятелен общественик по правните въпроси.